# Zbójecki Chodnik
Zbójecki Chodnik – nieistniejąca już ścieżka w szczytowych partiach Babiej Góry w Karpatach Zachodnich, w całości biegnąca przez teren należący dziś do Słowacji i objęty ścisłą ochroną przyrodniczą.
Ścieżka łączyła tzw. Półgórskie Rozstaje w górnej części Ujściańskiej Polany z przełęczą Brona w głównej grani masywu babiogórskiego. Stanowiła fragment używanego od dawna pieszego szlaku, łączącego Rabczycę przez Bronę z północnymi stokami Babiej Góry, który jako całość również czasem nazywano Zbójeckim Chodnikiem. Wykorzystywana była głównie przez babiogórskich pasterzy, a według tradycji również przez zawojskich zbójników, wracających nią z Węgier do swych kryjówek w Izdebczyskach. Nazwa wszakże jest współczesna, pojawiła się dopiero na przełomie XX i XXI w.
W 1896 r. poczmistrz Lajos Klein z Orawskiej Półgóry, pełnomocnik Beskidenvereinu na południowych stokach Babiej Góry, w związku z rosnącym ruchem turystycznym wyznakował tę ścieżkę kolorem czerwonym. Znakowanie na wyciętej w kosodrzewinie ścieżce nie było widać później odnawiane, skoro Władysław Midowicz w „Małej Encyklopedii Babiogórskiej” (hasło „Trawersy babiogórskie”) podaje: Szlak z Brony do Półgórskiego Rozstaja był znaczony tylko kilkoma tyczkami narciarskimi, aż do 1938 r., kiedy nowy właściciel schroniska szczytowego wyznakował go kolorem żółtym. Trawers ten, wycięty pomiędzy Półgórskimi Rozstajami (1414 m n.p.m.) a Broną (1408 m n.p.m.) w kosodrzewinie tuż powyżej górnej granicy lasu, prawie poziomo, przez całe lata międzywojenne był wykorzystywany (również przez narciarzy) przy złej pogodzie jako osłonięty nieco od północnych wiatrów element przejścia z górnego schroniska do schroniska PTT na Markowych Szczawinach.
Po II wojnie światowej cała omawiana ścieżka znalazła się w granicach Słowacji. Jeszcze wznowiony w 1948 r. „Przewodnik po Beskidach Zachodnich” Kazimierza Sosnowskiego przywoływał ten trawers pisząc, że kto chce w drodze z górnego schroniska obejść szczyt ...wygodnie i z urozmaiceniem ten ...zbacza w prawo i wzdłuż granicy lasów dojdzie ścieżyną w 20 min. na przełęcz Bronę. W związku jednak ze spłonięciem w 1949 r. schroniska pod Diablakiem oraz znacznym zaostrzeniem przepisów granicznych ścieżka ta przestała być praktycznie używana. Słowacy nie odnowili na niej oznakowań. Gdy w 1978 r. powołano Obszar Chronionego Krajobrazu Horná Orava cała ścieżka znalazła się w granicach rezerwatu przyrody Babia hora (obecnie tzw. „Strefa A” w CHKO Horná Orawa z 5 stopniem ochrony). Jednak jeszcze do początku lat 90. XX w. ścieżka była (dość schematycznie) zaznaczana na mapach turystycznych, zarówno słowackich, jak i polskich, np.